# Častolovice (Česká Lípa)
Častolovice (vroeger: Časlovice, soms om verwarring te verkomen met de gemeente met dezelfde naam: Častolovice u České Lípy en Duits: Schasslowitz) is een klein dorp, kadastrale gemeente en stadsdeel in de Tsjechische stad Česká Lípa. Častolovice telt 109 inwoners (2021).

## Geschiedenis
- 14e eeuw – Ontstaan van het dorp.
- 1969 – De gemeente Častolovice wordt geannexeerd door de stad Česká Lípa.
- 1990 – Častolovice wordt een (opnieuw) zelfstandige gemeente.
- 2005 – De gemeente Častolovice wordt opnieuw geannexeerd door de stad Česká Lípa.[2]